# Trần-Dynastie
Die Trần-Dynastie war eine vietnamesische Herrscherdynastie, die in Đại Việt (Vietnam) von 1225 bis 1400 regierte. Hauptstadt der Dynastie war Thăng Long, das heutige Hanoi. Die Trân wehrten mehrere Mongoleninvasionen in Vietnam ab und erweiterten das Staatsgebiet Vietnams nach Süden durch Eroberung. Sie führte mehrere Reformen durch, nach denen Vietnam eine kulturelle Blütezeit erlebte.

## Geschichte
Die Trân waren ursprünglich eine Familie von Fischern. Ihre Heimatregion liegt nahe der heutigen Stadt Nam Định an der Küste Tonkins. Durch Flussschifffahrt zwischen der Hauptstadt und einem Palastkomplex bei Nam Dinh erwarb sich der Clan Reichtum und Prestige. Infolgedessen erwarben Angehörige der Familie wichtige Posten am Hof der Lý-Dynastie. 1225 gelang es schließlich dem einflussreichen Militärführer und angeheirateter Prinz der kaiserlichen Familie Trần Thủ Độ, die Lý zu stürzen und seine eigene Dynastie zu etablieren. Hierzu verheiratete er die letzte Lý-Herrscherin, die als Kind auf den Thron gekommen war, mit seinem Neffen, der dann als Trần Thái Tông erster Kaiser der neuen Dynastie wurde. Trần Thủ Độ ließ die überlebenden Mitglieder der Lý-Dynastie ermorden, um seine Dynastie abzusichern.
Während ihrer zweihundertjährigen Herrschaft erweiterten die Trân das Staatsgebiet in Richtung Süden auf Kosten von Champa. Bei diesen Militärexpeditionen waren meist Prinzen der Dynastie führend, die hierdurch große Macht am Hofe auf Kosten der konfuzianischen Gelehrsamkeit erlangten. Die Trân erweiterten die Durchdringung der Gesellschaft durch konfuzianische Staatsbürokratie. Sie begründeten ebenso die Tradition, dass ein Kaiser zu Lebzeiten den Titel an einen erwachsenen Sohn übergibt, um Nachfolgekrisen zu vermeiden. 1242 erfolgte eine Reform der Verwaltung, deren schriftliche Überreste den ältesten schriftlichen Beleg eines zentralistischen Steuersystems für das Herrschaftsgebiet basierend in Hanoi darstellen. Unter der Herrschaft der Trân kam es zum Aufstieg des aus China importierten Konfuzianismus (ergänzend und auf Kosten der bestehenden buddhistisch geprägten Gelehrsamkeit). Die Trân führten das bereits unter den Lý eingeführte Prüfungssystem für Staatsposten und -ämter fort und ergänzten es 1246 um ein formalisiertes Verfahren, das bei positivem Prüfungsausgang eine Dienststellung garantierte.
Zu den Leistungen der Trần-Dynastie gehört auch die erfolgreiche Abwehr der mongolischen Invasionsheere (1258, 1284 und 1287). Berühmt wurde der General Trần Hưng Đạo, der als Militärführer und politischer Proponent des Kriegs gegen die Mongolen zum Volksheld aufstieg. Nach der Niederlage der Mongolen gegen die Trân in der Schlacht am Bạch Đằng gaben diese ihre Absicht, Vietnam zu erobern, auf.
Der Feudalstaat der Dynastie litt daran, dass er Beamte neben Geldzahlungen oft auch durch Landbesitz, Lehen oder Pachtrechte entlohnte. Dadurch verschärfte er die Krise auf dem Land, da er besteuerbaren Besitzern von Privatland immer mehr die Produktionsmittel entzog. Im Verlauf ihrer Herrschaft gingen die Tran dazu über, landlose Landbewohner als Sklaven für kaiserliche Latifundien zu rekrutieren, was ein Charakteristikum der Feudalpolitik der Dynastie wurde. Ab 1340 litt die Dynastie an einer Serie von schwachen Herrschern und wurde schließlich von der Hồ-Dynastie abgelöst.